# Zagrodniki (Szczekociny)
Zagrodniki – część miasta Szczekociny. Rozciąga się w rejonie ulicy Żeromskiego na północny wschód od centrum miasta.

## Historia
Zagrodniki to dawniej wieś. Do 1923 należała do gminy Moskorzew w powiecie włoszczowskim, początkowo w guberni kieleckiej, a od 1919 w woj. kieleckim. 
1 stycznia 1923 wieś Zarzecze-Zagrodniki weszła w skład reaktyowanego miasta Szczekociny.